# Arzū'īyeh
Arzū'īyeh (persiska: ارزوئیه, Ozū’īyeh, Orzū’īyeh) är en kommunhuvudort i Iran.   Den ligger i provinsen Kerman, i den sydöstra delen av landet, 900 km sydost om huvudstaden Teheran. Arzū'īyeh ligger 1 044 meter över havet och antalet invånare är 5 668.
Terrängen runt Arzū'īyeh är platt åt sydost, men åt nordväst är den kuperad.Runt Arzū'īyeh är det glesbefolkat, med 12 invånare per kvadratkilometer. Det finns inga andra samhällen i närheten. Trakten runt Arzū'īyeh består till största delen av jordbruksmark.